# کافئین
کافئین (به انگلیسی: Caffeine) که با نام کامل شیمیایی، 1H-purine-2,6-thione,3,7-dihydro-1,37-thrimethyl نیز در عرصه تخصصی شناخته می‌شود،یک ماده شیمیایی خوراکی است که به‌طور طبیعی در گیاهان گوناگونی از جمله قهوه، کاکائو، کولا و چای یافت می‌شود و نوعی داروی محرک است که می‌تواند از خوابیدن جلوگیری کند. این ماده با ۲ دوز ۴۰۰ و ۲۰۰ میلی گرم در اکثریت داروخانه های ایران یافت می شود. کافئین یک آلکالوئید از خانواده متیل‌گزانتین‌ ها است که خواص آن به تئوفیلین و تئوبرومین هم شبیه است. کافئین خالص (آزمایشگاهی)، به صورت پودر سفید رنگ و تلخ می‌باشد. این ماده از ترکیب کربن، هیدروژن، نیتروژن و اکسیژن تشکیل شده است.
کافئین پرمصرف‌ترین ماده دارویی سایکو اکتیو (فعال کننده روان یا بعضاً با عنوان روانگردان) در میان انسان‌ها به‌شمار می‌رود که تقریباً ۹۰ درصد انسان‌ها به‌طور روزانه (اغلب در چای و قهوه) از آن استفاده می‌کنند. افزایش متابولیسم بدن، تحریک سیستم اعصاب مرکزی و افزایش میزان هوشیاری، تمرکز، حافظه و آگاهی محیطی از مهم‌ترین آثار کافئین است.
کافئین به صورت قرص نیز موجود است که دقیقاً همان خواص و آثار کافئین طبیعی را دارد. این فرآورده در ایران با دوز ۲۰۰ میلی‌گرم به فروش می‌رسد.

## خواص فیزیکی
کافئین خالص پودر نرم، بی‌بو، سفید و براقی است. نقطه جوش آن ۲۳۸ درجه سانتیگراد و نقطه ذوب آن ۱۷۸ درجه سانتیگراد است. وزن مخصوص کافئین ۲/۱ است. PH آن ۹/۶ می‌باشد. چگالی آن هم ۷/۶ است. منبع اصلی کافئین بین مواد غذایی مختلف، دانه قهوه می‌باشد. محتوای کافئین در مواد غذایی بسیار متغیر است. در سال ۲۰۰۴م، در اتیوپی درختانی پیدا شد که یک پانزدهم گیاهان کافئین دار، کافئین داشتند. احتمالاً در آینده نزدیک، از این گیاهان جدید برای تهیه نوشیدنیهای قهوه که میزان کمتری کافئین داشته باشند، استفاده می‌شود.
یک دوز کافئین تقریباً ۱۰۰ میلی‌گرم است که ۱۵۰ میلی لیتر نوشیدنی قهوه یا یک عدد قرص کافئین، حاوی این مقدار کافئین است. قهوه‌ها از نظر میزان کافئین بسیار باهم متفاوتند. یک فنجان قهوه می‌تواند بین ۷۵ تا ۲۵۰ میلی‌گرم کافئین داشته باشد. چای سیاه نسبت به قهوه حاوی کافئین کمتری است که البته به روش دم کردن آن بستگی دارد. چای سبز خیلی کم کافئین دارد. نوشابه‌ها معمولاً کمتر از قهوه کافئین دارند، اما برخی نوشابه‌های انرژی‌زا خیلی زیاد کافئین دارند (در تهیه نوشیدنیهای غیر الکلی، میزان کافئین موجود در آنها توسط سازندگان به دقت کنترل می‌شود. معمولاً هر چه میزان کافئین این نوع نوشیدنیها بالاتر باشد، محبوبیت آنها بیشتر می‌شود)

## تأثیرات

### تأثیر کافئین بر روی سلول‌های چربی
کافئین حاوی آلکالوئیدی به نام متیل‌گزانتین است. باور بر این است که این ماده شیمیایی در کافئین گیرنده‌های آدنوزین یا گیرنده‌هایی را که به ما می‌گویند چه زمانی به خواب برویم، مختل می‌کند. در واقع این همان چیزی است که هوشیاری، تمرکز و حافظه بهتر موقتی پس از نوشیدن یک فنجان قهوه را موجب می‌شود. این اختلال و وقفه به دوپامین اجازه می‌دهد که برای مدت زمان طولانی‌تری در بدن باقی بماند و به حفظ احساس خوب کمک کند. با این وجود، نوشیدن بیش از حد قهوه می‌تواند به تحریک‌پذیری و عصبی شدن فرد منجر شود.کافئین از سد خونی-مغزی عبور کرده و طیف نسبتاً گسترده‌ای از فواید و عوارض را بر سیستم اعصاب مرکزی و پیرامونی انسان می‌گذارد که شایع‌ترین آن همان افزایش تمرکز و هوشیاری است. دوزهای بالای کافئین ممکن است باعث سرخوشی شود. در برخی از کشورهای محدود کافئین را نوعی ماده نیمه مخدر یا حتی مخدر طبقه‌بندی کرده‌اند، اگرچه که مصرف آن کاملاً آزاد است.
اثرات لیپولیتیک از کافئین و گزانتین دیگر مشتق شده از چای و قهوه به خوبی ثابت شده و کاملاً شناخته شده است. به بررسی دو سازوکار کافئین می‌پردازیم. اولی تضاد گیرنده A1-آدنوزین است. این گیرنده‌ها در سلولهای چربی بالغ، جایی که آنها به مهار فعالیت سیکلاز و تجزیه چربی می‌پردازند قرار دارند. گزانتین همچنین فعالیت‌های فسفودی استراز را مهار و از فروپاشی مکان‌های داخل سلولی تجزیه چربی در سلول‌های چربی جلوگیری می‌کند. مصرف کافئین گردش غلظت چربی و غلظت FFAs سرم را افزایش می‌دهد. به این ترتیب، مصرف زیاد گزانتین نیز ممکن است به از دست دادن وزن کمک کند و ثابت ماندن وزن از طریق افزایش اکسیداسیون چربی و گرمازایی را در پی داشته باشد.

### قهوه آرزوی مرگ، کافئین چهار آتشه!
قهوه آرزوی مرگ(به انگلیسی: Death Wish) که برای اولین بار، آن را آمریکایی‌ها در یک تبلیغ ۳۰ ثانیه ای در سال ۲۰۰۸ معرفی کردند دارای بیشترین میزان کافئین در بین همه نوشیدنی‌های کافئینی است. قیمت این قهوه در ایران بسیار بالا می‌باشد و تقریباً ۹۰ درصد قهوه‌هایی که با این نام در حال فروش می‌باشند تقلبی می‌باشد. موضوع کافئین برای بسیاری از دوست داران قهوه یک امر مهم به‌شمار می‌آید و خیلی از مردم دوست دارند که از قهوه‌هایی با درصد بالا یی از کافئین استفاده کنند. یک قهوه استاندارد استارباکس در حدود ۹ میلی‌گرم کافئین دارد، در حالی که این میزان در قهوه آرزوی مرگ که عنوان قوی‌ترین قهوه جهان را یدک می‌کشد، ۵۴ میلی‌گرم می‌باشد، یعنی بیش از شش برابر کافئین!

### عوارض جانبی کافئین
کافئین از جذب مواد معدنی خصوصاً آهن جلوگیری می‌کند و با توجه به اثر آن بر انقباض عروق خونی ، اختلال کبدی ،تنگی تنفس،  مشکلات کبدی ، ضربان قلب ، مصرف آن برای مبتلایان به فشار خون، با ریسک بالا همراه است.
جنبه‌های منفی:

برخی از عوارض جانبی ناشی از مصرف بیش از حد کافئین شامل اضطراب، بی‌قراری، لرزش، ضربان قلب نامنظم و مشکل در به خواب رفتن است.
در برخی از افراد، کافئین زیاد ممکن است باعث سردرد، میگرن و فشار خون بالا شود.
هم چنین، کافئین می‌تواند به راحتی از جفت عبور کند و خطر سقط جنین یا به دنیا آمدن نوزاد با وزن کم را افزایش دهد. زنان باردار باید میزان مصرف خود را محدود کنند.

## سایر اثرات

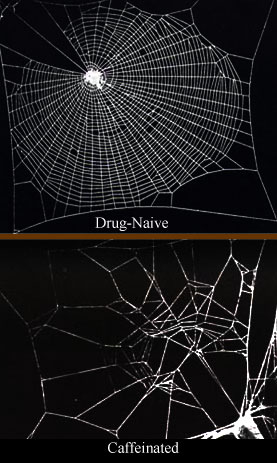
تاثیر کافئین بر تار تنیدن عنکبوت

کافئین موجود در قهوه یا سایر نوشیدنی‌های دارای کافئین، می‌تواند بر تحرک دستگاه گوارش و ترشح اسید معده تأثیر بگذارد. در زنان یائسه، مصرف زیاد کافئین می‌تواند پوکی استخوان را تسریع نماید. مصرف دوزهای بالای کافئین - معمولاً بیشتر از ۳۰۰ میلی‌گرم - می‌تواند باعث ایجاد اضطراب شده یا این عارضه را در افراد مبتلا به اضطراب، افزایش دهد. در برخی از افراد، قطع کردن روند مصرف کافئین می‌تواند به‌طور قابل‌توجهی اضطراب را کاهش دهد.
مصرف کافئین در دوزهای متوسط، با کاهش علائم افسردگی و کاهش خطر خودکشی همراه بوده است. ۲ بررسی نشان می‌دهد که افزایش مصرف قهوه و کافئین، ممکن است خطر افسردگی را کاهش دهد. احتمال داده می‌شود که کافئین، توانایی نورون حفاظی (حفاظت از نورون‌ها) در برابر بیماری آلزایمر و زوال عقل داشته باشد هر چند، شواهد در این زمینه قطعی نیستند. مصرف منظم کافئین همچنین ممکن است از افراد در برابر سیروز کبدی محافظت کند. اگر کافئین چند ساعت قبل از رسیدن به ارتفاع بالا مصرف شود، ممکن است شدت اثر ارتفاع‌زدگی (یا کوه‌زدگی) را کاهش دهد. یک فراتحلیل نشان داده است که مصرف کافئین با کاهش خطر ابتلا به دیابت نوع ۲ مرتبط است. مصرف منظم کافئین همچنین ممکن است خطر ابتلا به بیماری پارکینسون را کاهش یا سرعت پیشرفت آن را کند نماید.
کافئین فشار داخل چشم را در افراد مبتلا به آب‌سیاه افزایش می‌دهد هر چند، به نظر نمی‌رسد که بر افراد عادی تأثیر بگذارد.

## بیش‌مصرفی

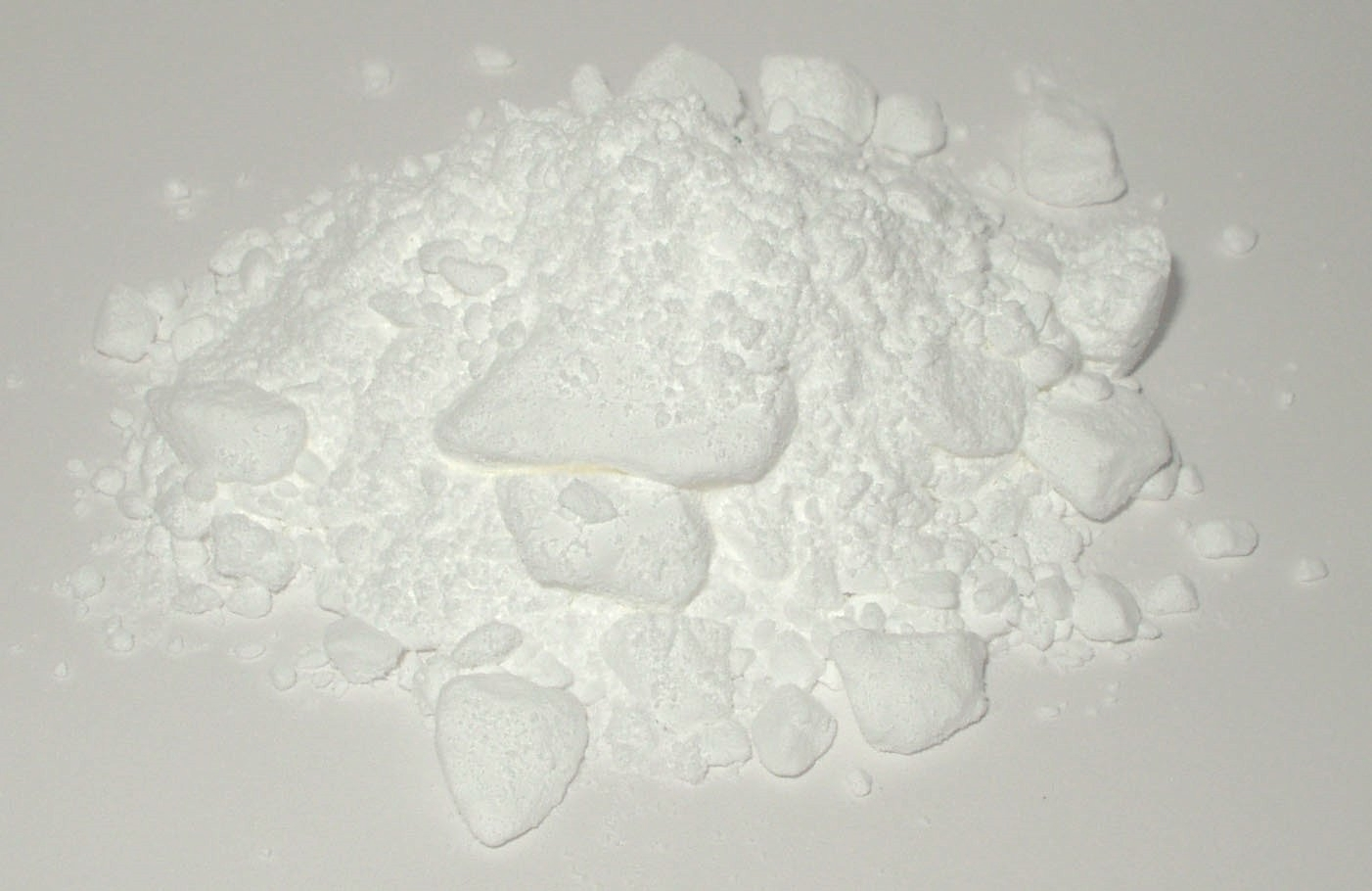
کافئین به صورت پودر

مصرف ۱ تا ۱/۵ گرم (معادل ۱۰۰۰ تا ۱۵۰۰ میلی‌گرم) کافئین در روز، با وضعیتی به نام کافئینیسم مرتبط است. بیش‌مصرفی کافئین که مصادف با کافئینیسم می‌باشد معمولاً با طیف گسترده‌ای از علائم ناخوشایند مثل عصبی‌بودن، تحرک‌پذیری، بی‌قراری، بی‌خوابی، سردرد و تپش قلب همراه است.